# Matisyahu
Matthew Paul Miller, conhecido por Matisyahu (cujo sentido é "Dom de YHWH" ou "Dom do Deus", na língua aramaica), (West chester, 30 de junho de 1979) é um cantor estadunidense de reggae, que enfatiza nas suas letras os ensinos do judaísmo, especialmente da corrente dos Haredim da Chabad Lubavitch, Mastisyahu como seguidor dessa linha ortodoxa Haredi segue a halachá (lei judaica) denominada Shulchan Aruch feita no século XV da era comum pelo Rabino Yossef Caro, considerado um dos maiores codificadores da lei judaica , além de ser a mais flexível comparando a outras Halachá judaicas como a halachá ashkenazi feita pelo Rabino Moshe Isserles. Dentre os valores encontrados nas letras de suas músicas estão valores judaicos como o respeito à diversidade, a esperança da chegada do Olam haba, o amor como base fundamental e a  auto afirmação da identidade judaica numa tentativa de romper estereótipos contra judeus ortodoxos que foram construídos.

## Vida
Nascido no estado da Pensilvânia, no dia correspondente ao calendário judaico de 5 de Tamuz de 5740. Depois de crescido, os pais de Matisyahu enviaram-no para uma Escola Judaica onde estudava duas vezes na semana, porém como muitos outros rapazes da sua idade, resistiu às horas adicionais da escola e fora frequentemente expulso por perturbações durante as aulas.
Aos quatorze anos, Matthew Miller adquiriu um estilo de vida Hippie. "Entrou na onda" das pessoas "Dead-Head", cultivou "dreadlocks" e gastou seus "birkenstocks" (sandálias) durante todo o inverno. Tocava os seus bongos no recreio e aprendia a fazer "Beat-box" no fundo da sala de aula. No 3º ano do colégio, embora estivesse numa época em que não havia nenhuma preocupação, Matisyahu não conseguia ignorar o vazio que sentia na sua vida. Depois de quase queimar a sua sala de química, sabia que a sua missão deveria começar imediatamente. Decidiu fazer uma viagem para o Colorado. Afastado da sua vida suburbana nas planícies brancas, Matisyahu teve a oportunidade de analisar e ter um olhar mais introspectivo sobre si contemplando o ambiente em seu redor. Estava ele na paisagem impressionante das Montanhas Rochosas, quando teve uma visão a qual atribuiu ser Deus.
Após sua viagem para o Colorado, a sua curiosidade espiritual aumentou e Matisyahu fez sua primeira viagem a Israel. Lá, pela primeira vez na sua vida, sentiu uma conexão ao Deus que viu em Colorado. Israel era um ponto de giro principal. Matisyahu aproveitou o tempo que gastou lá, orando, explorando, e dançando em Jerusalém. Em cada canto encontrou a sua identidade judaica até então inativa em sua mente. Sair de Israel provou ser uma transição difícil. De volta as planícies brancas, Matisyahu não soube manter sua nova conexão com o judaísmo. Abatido, desanimado saiu do colégio e começou a seguir a banda Phish numa tour nacional. Na estrada, Matisyahu pensou seriamente sobre a sua vida, a sua música, e a sua sede pelo judaísmo.

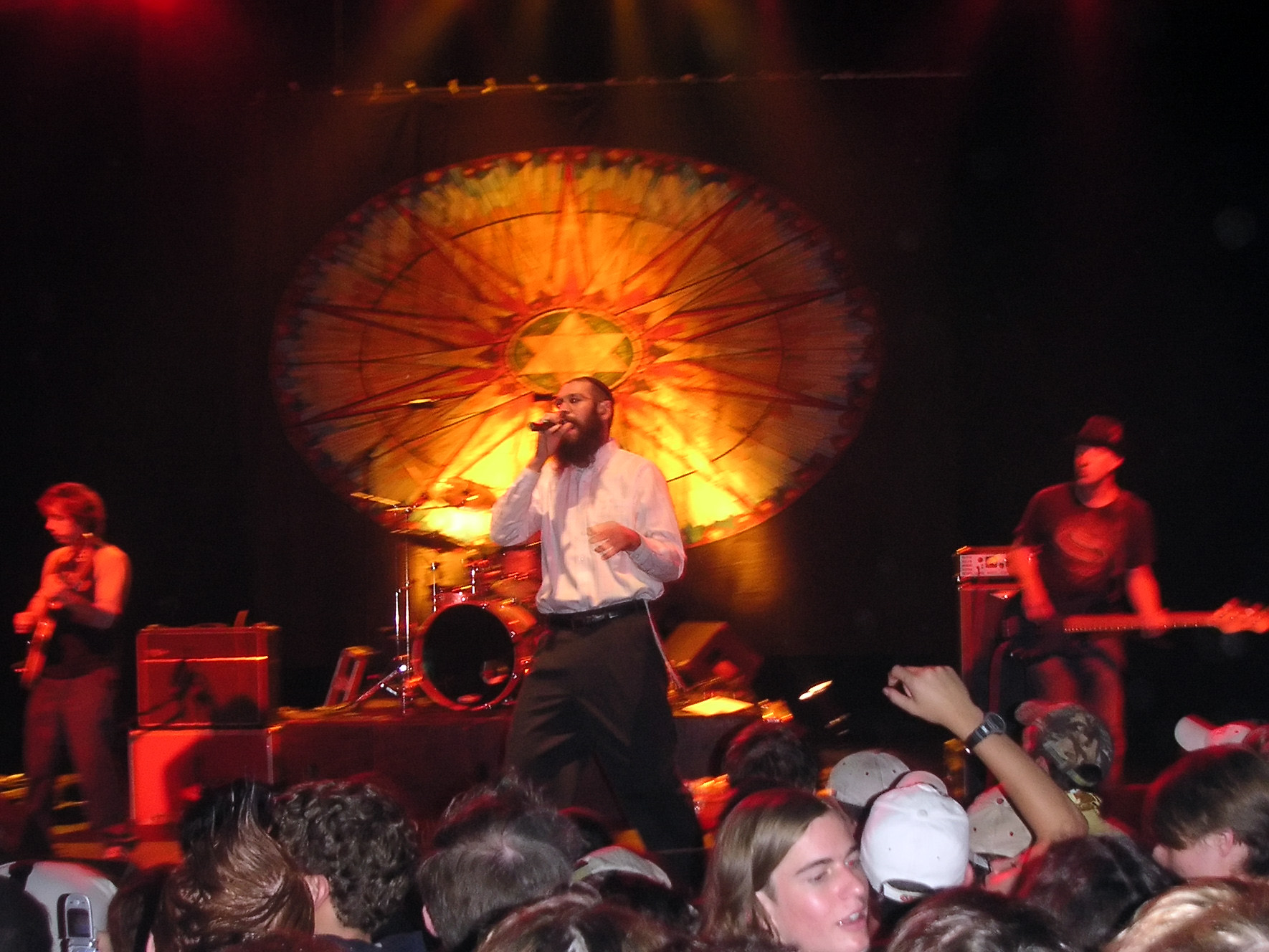
Matisyahu em concerto

Após alguns meses ele retornou a casa. Por este tempo seus pais insistiram para que ele se "endireitasse" e fosse para uma escola numa região selvagem de Bend em Oregon. A escola incentivava os exercícios artísticos e Matisyahu tirou vantagem deste momento para aprofundar-se mais na sua música. Estudou reggae e hip-hop. Semanalmente ele ia a um open-mic onde cantava, fazia seu beat-box, e era capaz de fazer quase qualquer coisa para manter e aguçar a sua criatividade. Foi aí que começou a desenvolver o seu estilo reggae-hip-hop. Depois de dois anos "lutando", aos dezenove anos Matisyahu volta para Nova York um homem mudado. Mudou-se para a cidade para continuar afiando seu estudo musical, e também começou a interessar-se pelo teatro. Durante este tempo, foi ver o Carlebach Shul, uma sinagoga no lado ocidental, bem conhecida por ser amigável à energia hippie e ao seu canto exuberante. Isto fortaleceu mais sua alma, favorecendo o poder místico da música judaica hassídica. Agora, em vez do beat-box no fundo da sala de aula, ele ia para o telhado da escola orar. Religioso ou não, ele não nasceu para ficar em salas de aula.
Ao estudar na nova escola, Matisyahu escreveu uma letra intitulada "Echad" (One). A letra era sobre um menino que se encontrou com um rabino hassídico no Washington Square Park em Nova Iorque e através dele se tornou religioso. Logo após ter feito a letra, a vida de Matisyahu imitou estranhamente a sua arte. Encontrou-se com o rabino Lubavitch no parque, iniciou-se aí sua transformação de Matthew para Matisyahu (no judaísmo após o batismo o nome é alterado). Ele que já foi cético da autoridade e das suas regras, começou então a explorar e finalmente adquirir o estilo de vida do hassídico Lubavitch. Prosperou na disciplina e na estrutura do judaísmo, tentando cada vez mais entender a Lei Judaica. A filosofia de Chabad-Lubavitch provou ser um guia poderoso para Matisyahu. Cercou-o com o diálogo espiritual e o desafio intelectual que tem procurado desde a década passada. O distúrbio e a frustração da sua busca precipitada, e agora, 2 anos mais tarde, Matisyahu vive em Crown Heights, dividindo seu tempo entre os palcos e a yeshivá, centro de estudos religiosos judaico.

## Banda
- Matisyahu - Vocal e beatbox
- kevin nogales - Baixo e Teclados
- David Holmes - guitarra, teclados
- Joe Tomino - Bateria e efeitos

## Álbuns
- Shake off the Dust... Arise (12 de outubro - 2004)
- Live at Stubb's (19 de abril - 2005)
- Youth (7 de março - 2006)
- Youth Dub (7 de março - 2006)
- No Place to Be (26 de dezembro - 2006)
- Shattered EP (2008)
- Light (25 de agosto - 2009)
- Live at Stubb's II (1 de fevereiro - 2011)
- Spark Seeker (2012)
- Spark Seeker Acoustic Sessions EP (28 de janeiro - 2013)
- Akeda (3 de junho - 2014)
- Live at Stubb's III (2016)
- Undercorrent (19 de maio - 2017)